# 韶山区
韶山区，为中华人民共和国湖南省一个已撤销的行政区，位于今湖南省韶山市。

## 历史
韶山是中国共产党领袖毛泽东的家乡，中华人民共和国成立后，韶山的建制和级别发生多次改变。1949年10月，韶山区为湘潭县的县辖区。1968年12月，湖南省革命委员会将原属湘乡县的白田公社祝赞大队划入大坪公社（毛泽东外祖父家乡），并入韶山区，同时将韶山区从湘潭县析出，成立湖南省直辖的韶山特别行政区，仍简称为“韶山区”。改革开放后，韶山的地位和影响逐渐降低，1981年，湖南省将韶山的宣传和接待工作仍由省直属的湖南省韶山管理局管理外，其他事务全部划回湘潭县管理，韶山区由湖南省直辖的地级区重新降格为湘潭县县辖区。1985年，韶山又从湘潭县析出，升格为县级的湘潭市韶山区。1990年12月26日，经国务院批准，湖南省撤销湘潭市韶山区，建立县级韶山市，属湖南省辖，由湘潭市代管。